# Lauber László
Lauber László (Pécs, 1902. május 21. – Budapest, 1953. augusztus 13.) építész, a magyar avantgárd építészet kiemelkedő alkotója.

## Életpályája, munkássága
Oklevelét a Budapesti Királyi József Nádor Műegyetemen szerezte meg 1926-ban. Pályáját Wälder Gyula tervező irodájában kezdte, majd 1927-től 1931-ig a Műegyetem Ókori, később Épülettervezési Tanszékén folytatta, mint tanársegéd.
1930-ban tervezett munkája az Excelsior Autószerviz, amely elnyúló szalagablakaival, egyedi színezésével és kivilágítható reklámoszlopával egyike volt Budapest első modern épületének. (sajnos azóta teljesen átépítették). 1932-ben tervezett Budapest II. Marczibányi tér 9a–9b sz., lejtős terepre épített iker bérvilla szintén a magyar modern építészet korai szakaszában valósult meg, mely ma már műemléki védettségű.
1933–34-től nyitott közös irodát a vele majdnem egyidős Nyiri Istvánnal, aki 1902. május 10-én született. Irodájuk Budapesten az V. kerületi Párisi utca 2. sz. alatt működött 1944 decemberéig, amikor az épületet bombatalálat érte. Ezen időszak alatt számos épületet terveztek, melyek meg is valósultak. Többek között: Budapest XII. Kékgolyó utcai 10. sz. lakóház, Budapest XII. Németvölgyi udvar lakóház, (ma: Hollósy Simon utca). Pénzintézeti Központ a Szabadság téren, Pécsi – Mecseki – Üdülőszálló, stb. A II. világháború előtti – 1933–44 – időben a „Lauber László–Nyiri István” név az építész szakmában összeforrt és fogalommá vált.
A második világháború után – kényszerűségből – 1948-ban Lauber belépett az akkor alakuló állami tervező irodába a MATI-ba, ahol Szendrői Jenő Archiválva 2007. október 25-i dátummal a Wayback Machine-ben Középülettervezési csoportjába került. Valószínűleg Lux Kálmán akkori igazgató, vagy Szendrői Jenő hívhatta az 1949-ben alakult Ipari Épülettervező Vállalatba tervezőnek, ahol Szendrői Jenővel több nívós középületet és ipartelepet tervezett. 1949–50-es évek művei: Kertészeti és Élelmiszeripari Egyetem (akkor: Agrártudományi Egyetem) Budapest XI. Ménesi út 44–48. sz. épülete, valamint a Honvédelmi Minisztérium Budapest V. Balaton u. 7–11. szám alatti központja.
Erre az időre tehető a Vas és Fémipari Kutató Intézet, Budapest XI. Fehérvári út 130. ingatlanra tervezett új telephelye is. (Ma sajnos az útkereszteződésben eredetileg tervezett szép parkterület helyére hatalmas lakóépületet építettek. így az épületegyüttes egységes megjelenítése nem érzékelhető). Korai halála előtt még két jelentős műve valósult meg: Az Inotai Alumínium Kohó és a Dunai Vasmű Igazgatási Épülete. Az utóbbi már a „szocreál építészet” jegyeit mutatja. Tanítványai közül kiemelkedik az 1952-ben nála kezdő tehetséges építész, Molnár Péter (1925–2000) munkássága.
1953. augusztus 13-án bekövetkezett halálával kimagasló építészeti tevékenysége is feledésbe merült. Lauber építészeti munkásságának lényegében két korszaka volt:
1. A II. világháború előtti, 1930–44-ig terjedő időszakban – többségében Nyiri Istvánnal közösen – alkotott épületek.
2. A II. világháború utáni, 1949–53-ig terjedő időben – dr. Szendrői Jenővel közösen – tervezett létesítmények.

E két tervezési periódus (Nyíri és Szendrői) építészeti stílusa egységes, kiemelkedő színvonalú.

## Munkái

### 1930–1944
(nagyrészt Nyiri Istvánnal tervezett épületek)
- 1930. Excelsior Autószerviz. Budapest XI. Fehérvári út 71. (átépítve)
- 1932. Hegyi Gyuláné családi háza, Budapest II. Széher út 32. (26).
- 1932. Ikervilla. Budapest II. Marczibányi tér 9a-9b. (műemléki védettségű).
- 1933. Adamy István lakóháza. Budapest I. Iskola utca 2-4. (Nyiri Istvánnal).
- 1933–34. Lakóház. Budapest XII. Kékgolyó utca 10. (Nyiri Istvánnal).
- 1933–34. Budapest XII. Gébics utca 6a-6b. (Nyiri Istvánnal).
- 1934. Lakóház. Budapest XII. Németvölgyi udvar. Ma: Hollósy Simon utca 9. (Nyiri Istvánnal).
- 1934. Lakóház terv. Budapest XI. Csetneki utca (Nyiri Istvánnal).
- 1935. Lakóház. Budapest XI. Budaörsi út 27. (Nyiri Istvánnal).
- 1935. Családi ház. Budapest XII. Deres utca 4. (Nyiri Istvánnal).
- 1935–37. Pécs, Mecsek. Üdülőszálló. (Nyiri Istvánnal, Nendtvich Andorral, Visy Zoltánnal)
- 1936. Lakóház. Budapest I. Szabó Ilonka utca 57 és Jácint utca 3. (Nyiri Istvánnal).
- 1936. Szent Domonkos rendház bővítése. Budapest XIV. Thököly út 58/a. (Nyiri Istvánnal).
- 1936. Futura Rt. bérházának tanulmányterve. Budapest VIII. Rákóczi út 65. (Nyiri Istvánnal).
- 1936. Magyar Lovaregylet bérháza. Budapest V. Szép utca 3. (Nyiri Istvánnal).
- 1936–
- 1937. Szükséglakásos bérházak. Budapest IX. Gubacsi út 91.
- 1936. Lakóház (átépítve). Budapest V. Irányi utca 8. és Kéményseprő utca 3. (Nyiri Istvánnal, Bálint Sándorral)
- 1936. Az 1937. évi Párizsi világkiállítás magyar pavilonjának szűk körű tervpályázata (megvétel)
- 1937–38. Lakóház, Budapest V. Váci utca 68. (Nyiri Istvánnal).
- 1937–38. Tabáni gyógyszálló tervpályázata, 1. díj. (ifj. Dávid Károllyal).
- 1938. Nyíri István családi háza. Budapest XI. Zólyomi út 41. (Nyiri Istvánnal).
- 1938–40. Pénzintézeti Központ (1937-es tervpályázaton nyert). Budapest V. Szabadság tér 5–6. (Nyiri Istvánnal) – műemléki védettségű
- 1940. Budapesti központi városháza tervpályázata 2. díj.
- 1940–41. Telefongyár székháza. Budapest XIV. Hungária krt. 128. (Nyiri Istvánnal)
- 1942. Lakóház. Budapest XI. Vincellér utca 26/a. (Nyiri Istvánnal).
- 1942. Szőlőskert Borértékesítő és Fogyasztási Szövetkezet. Budapest Jókai utca
- OTI rendelőintézet terve.(Nyiri Istvánnal)
- 1943. Családi ház

### 1948–1953
(nagyrészt Szendrői Jenővel tervezett épületek)
- 1949–50. Kertészeti és Élelmiszeripari Egyetem (volt: Agrártudományi Egyetem). Budapest XI. Ménesi út 44–48. (Szendrői Jenővel)
- 1949–50. Honvédelmi Minisztérium. Budapest V. Balaton u. 7–11. (Szendrői Jenővel)
- 1949–50. Vas és Fémipari Kutató Intézet. Budapest XI. Fehérvári út 130. (Szendrői Jenővel).
- 1951–52. Dunai Vasmű Igazgatósági épület. Dunaújváros. (Szendrői Jenővel)
- 1949–52. Inotai Alumíniumkohó. Inota. (Szendrői Jenővel, Mátrai Gyulával)

## Képgaléria

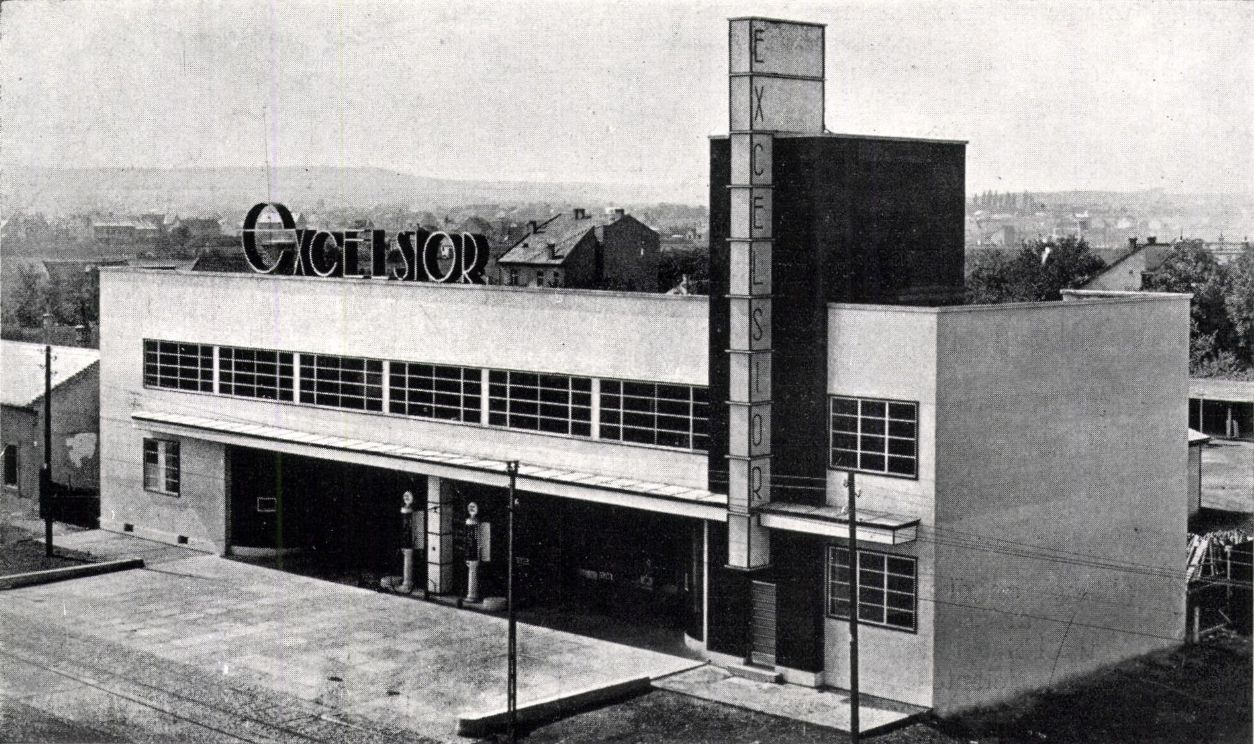
Excelsior autószerviz, 1930-ban átépítve
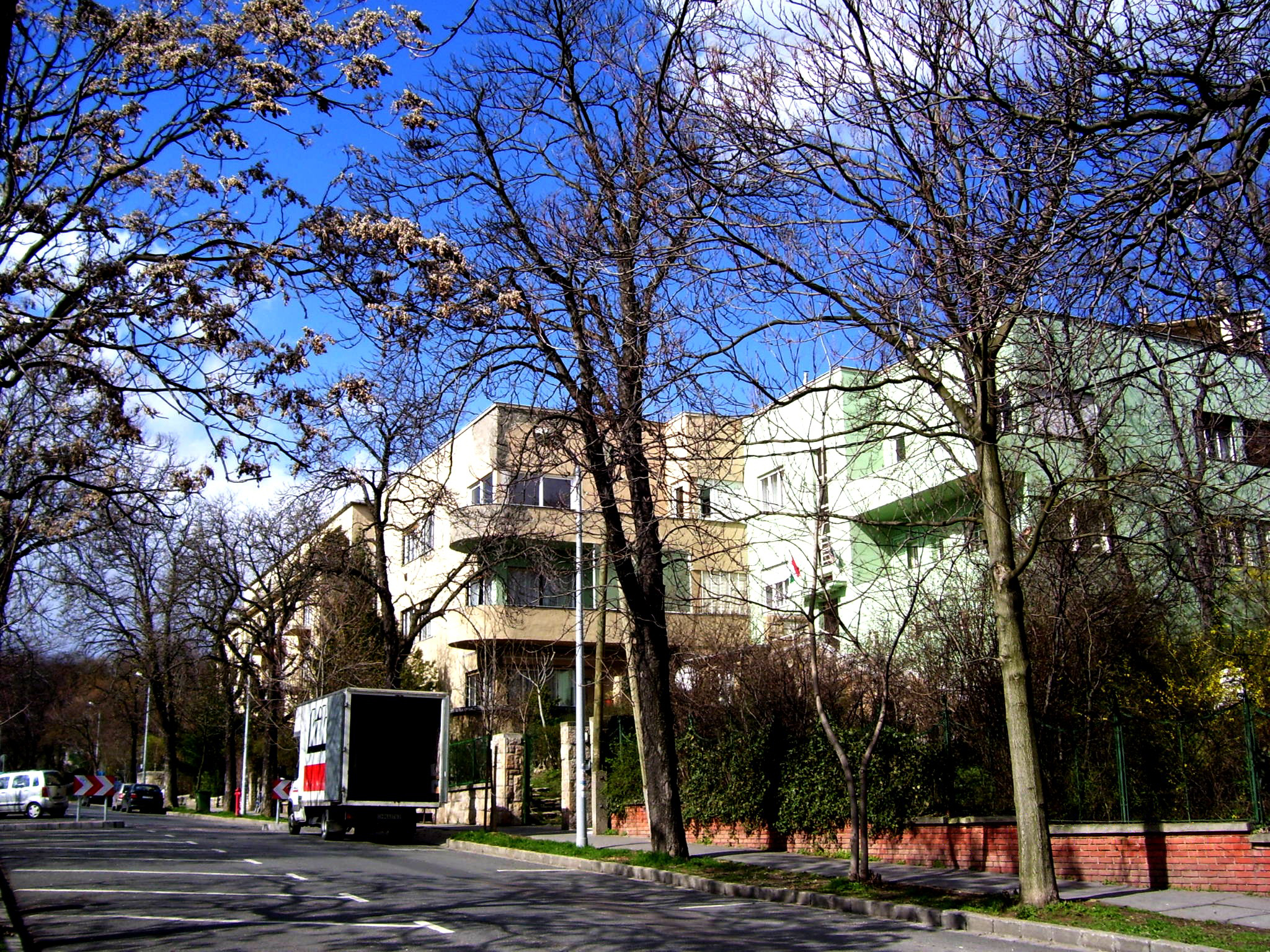
Marczibányi téri ikervilla, 1932
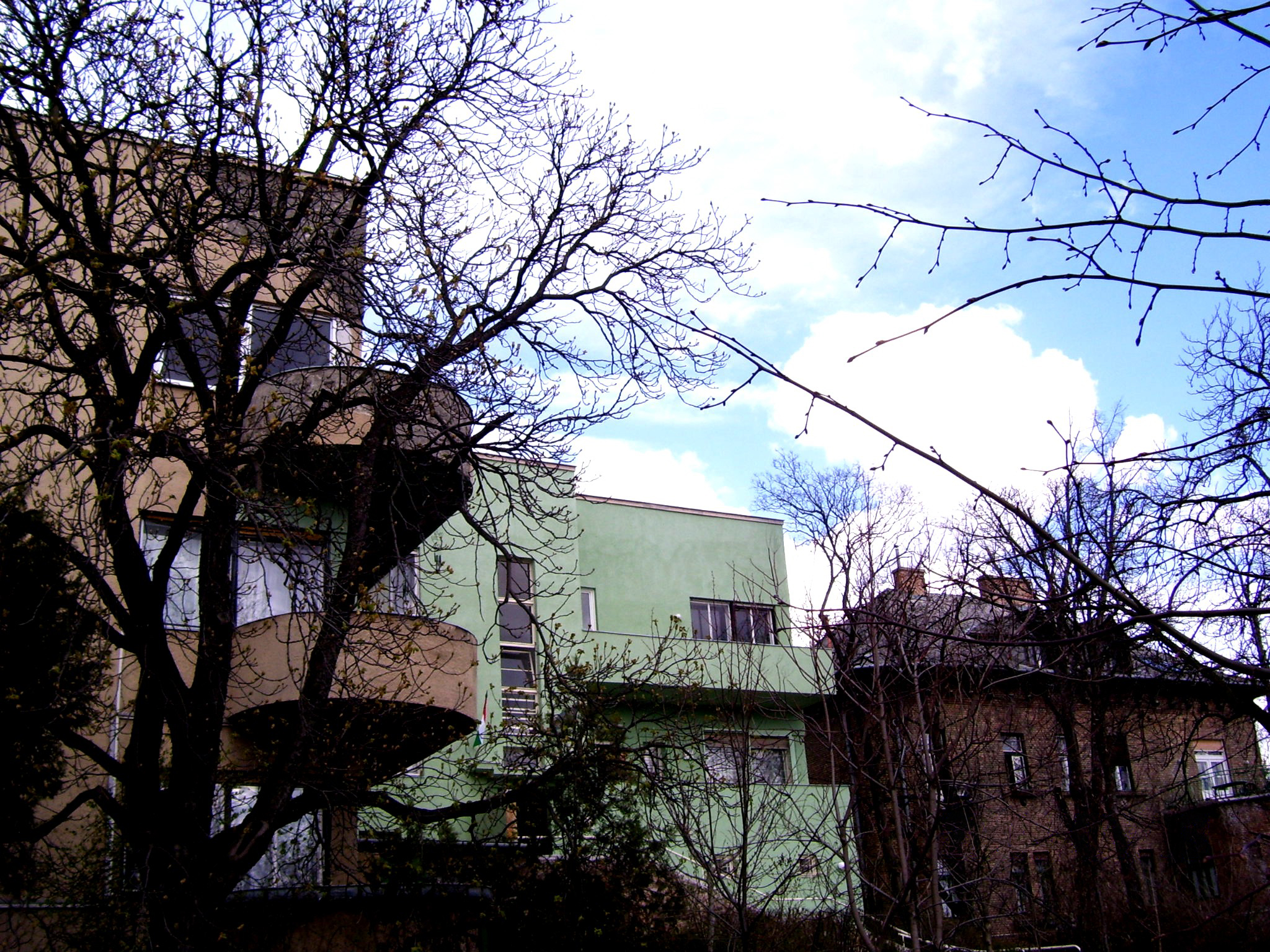
Marczibányi téri ikervilla, 1932
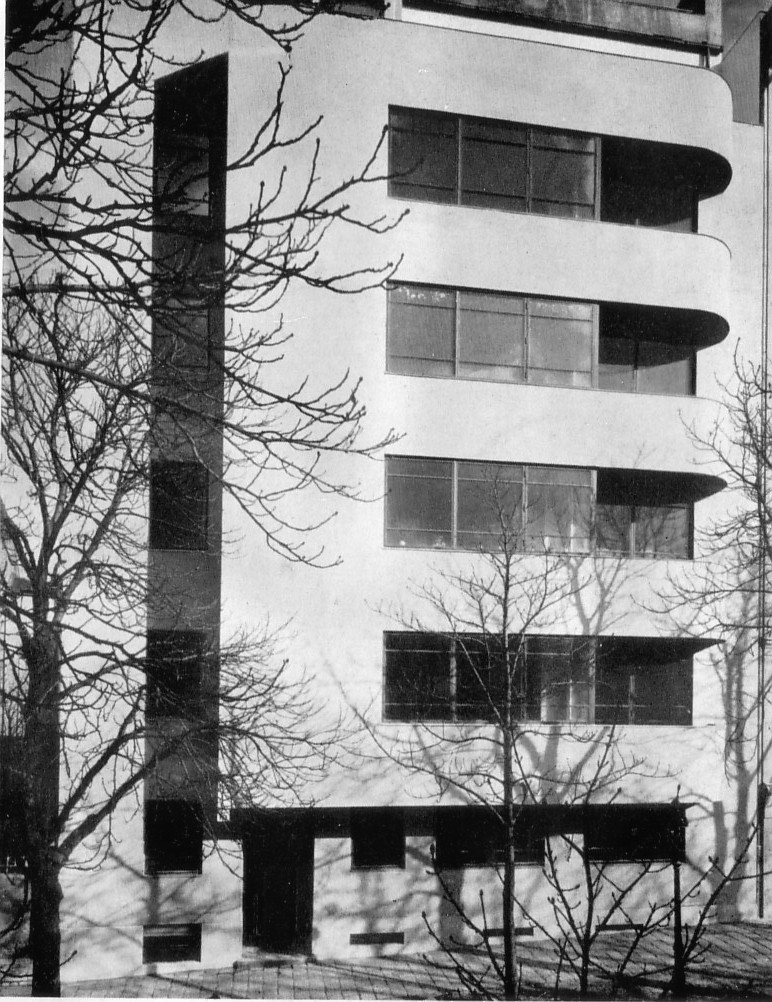
Kékgolyó utca 10. lakóház, 1933–34
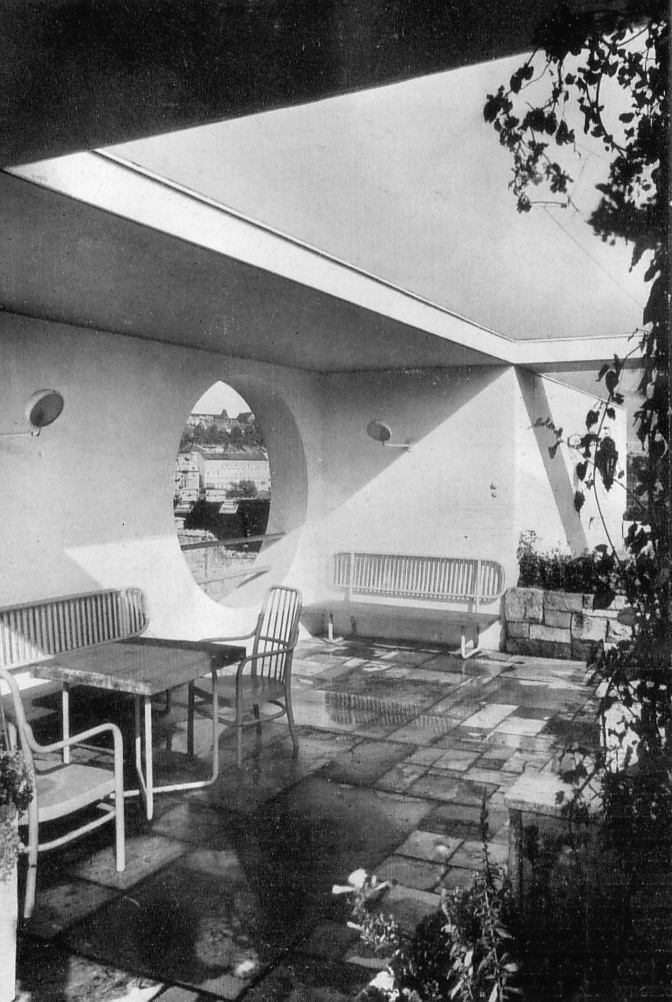
Kékgolyó utca 10. tetőterasz, 1933–34
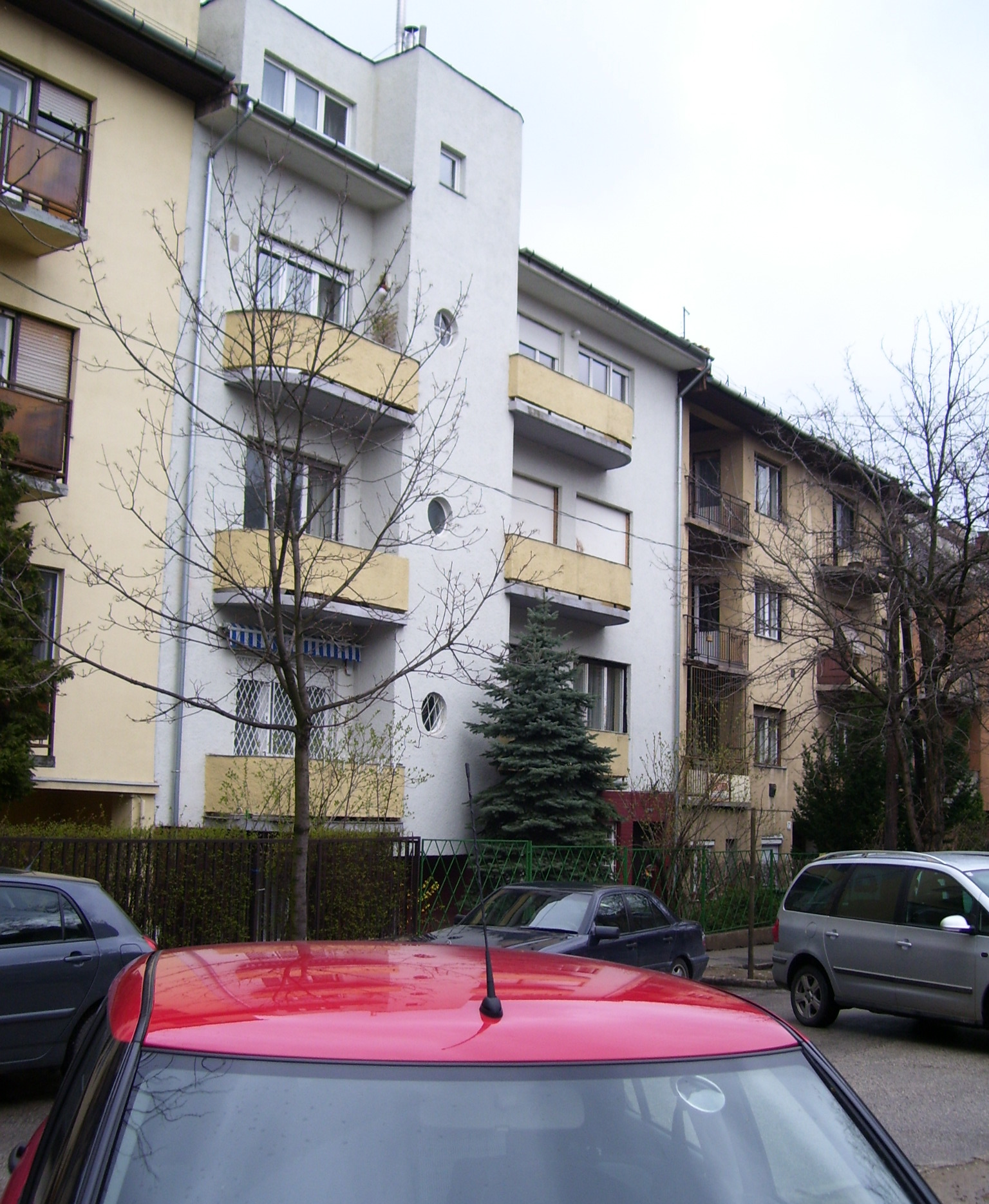
Németvölgyi udvar. Hollósy Simon utca, 1934
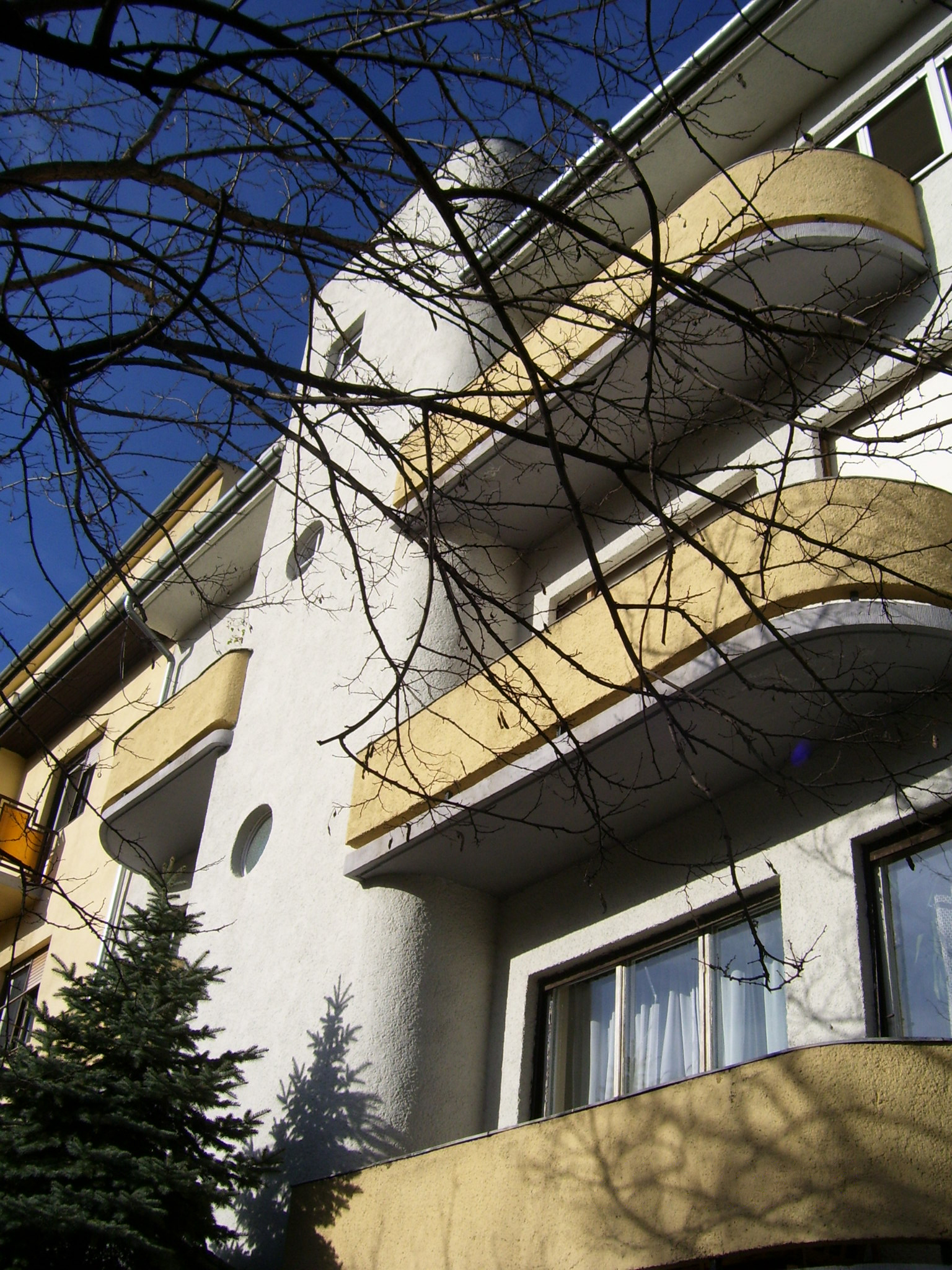
Németvölgyi udvar lakóházának részlete, 1934
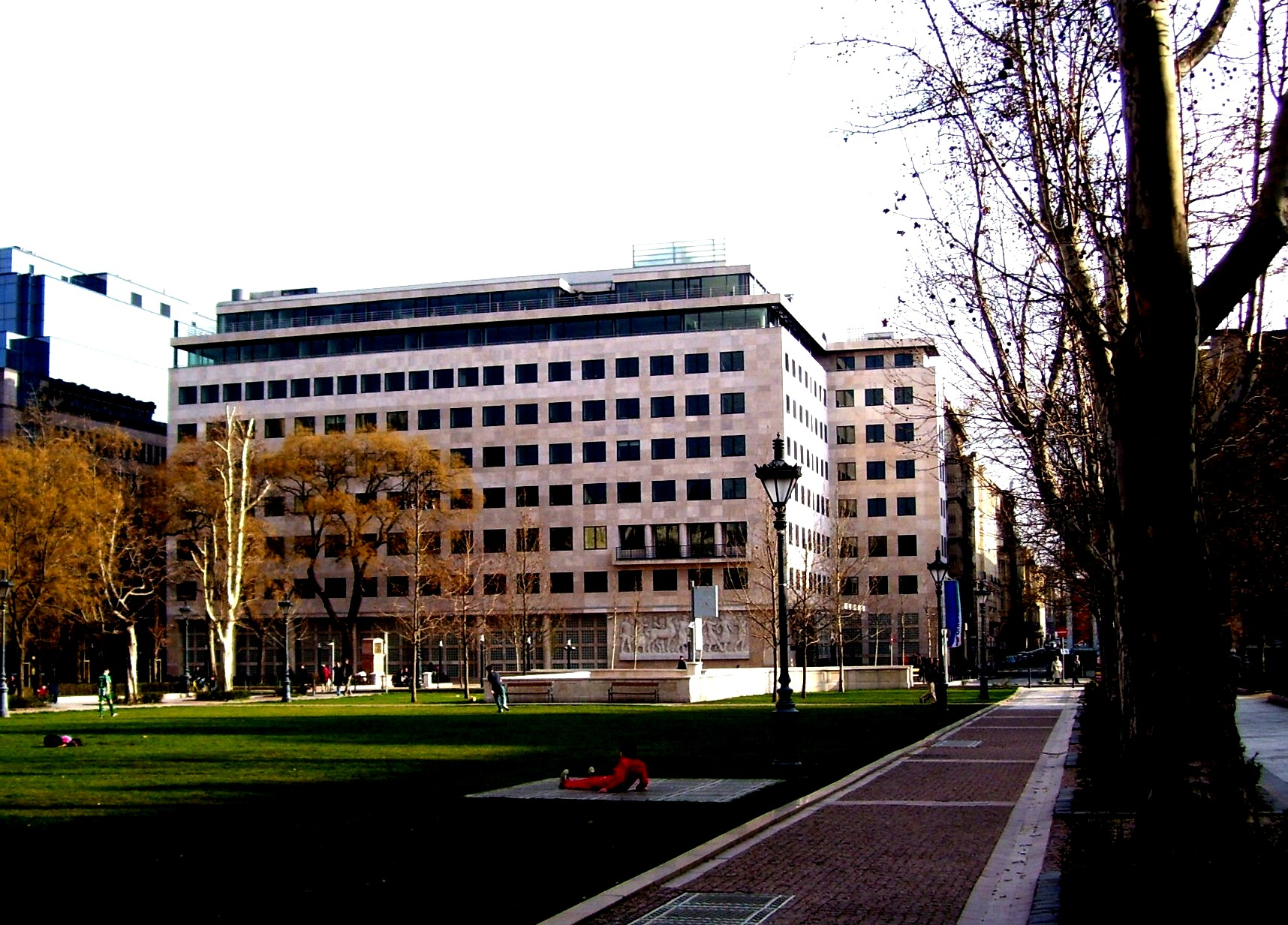
Pénzintézeti központ, 1938–40
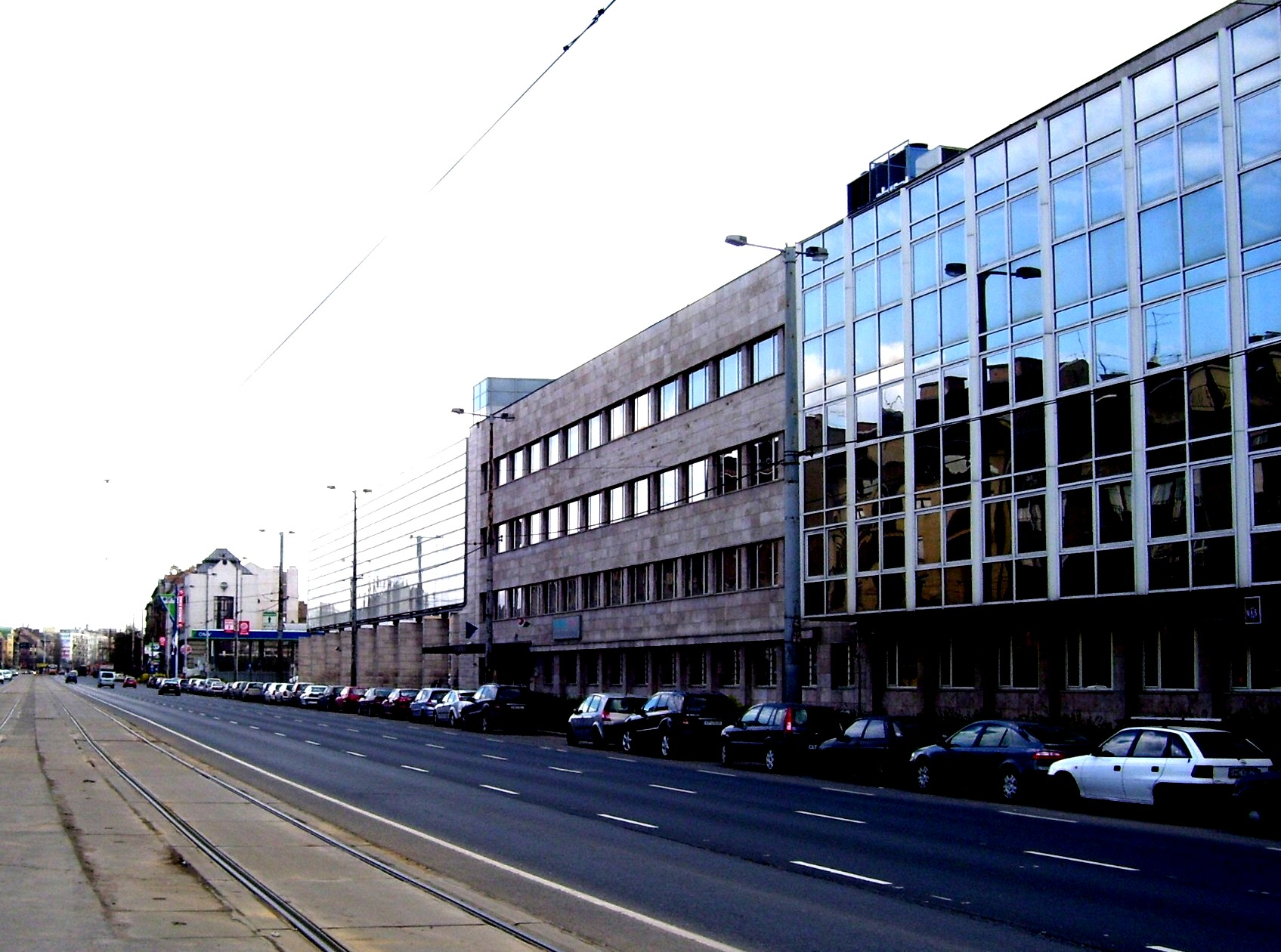
Telefongyár székháza Hungária krt., 1940–41
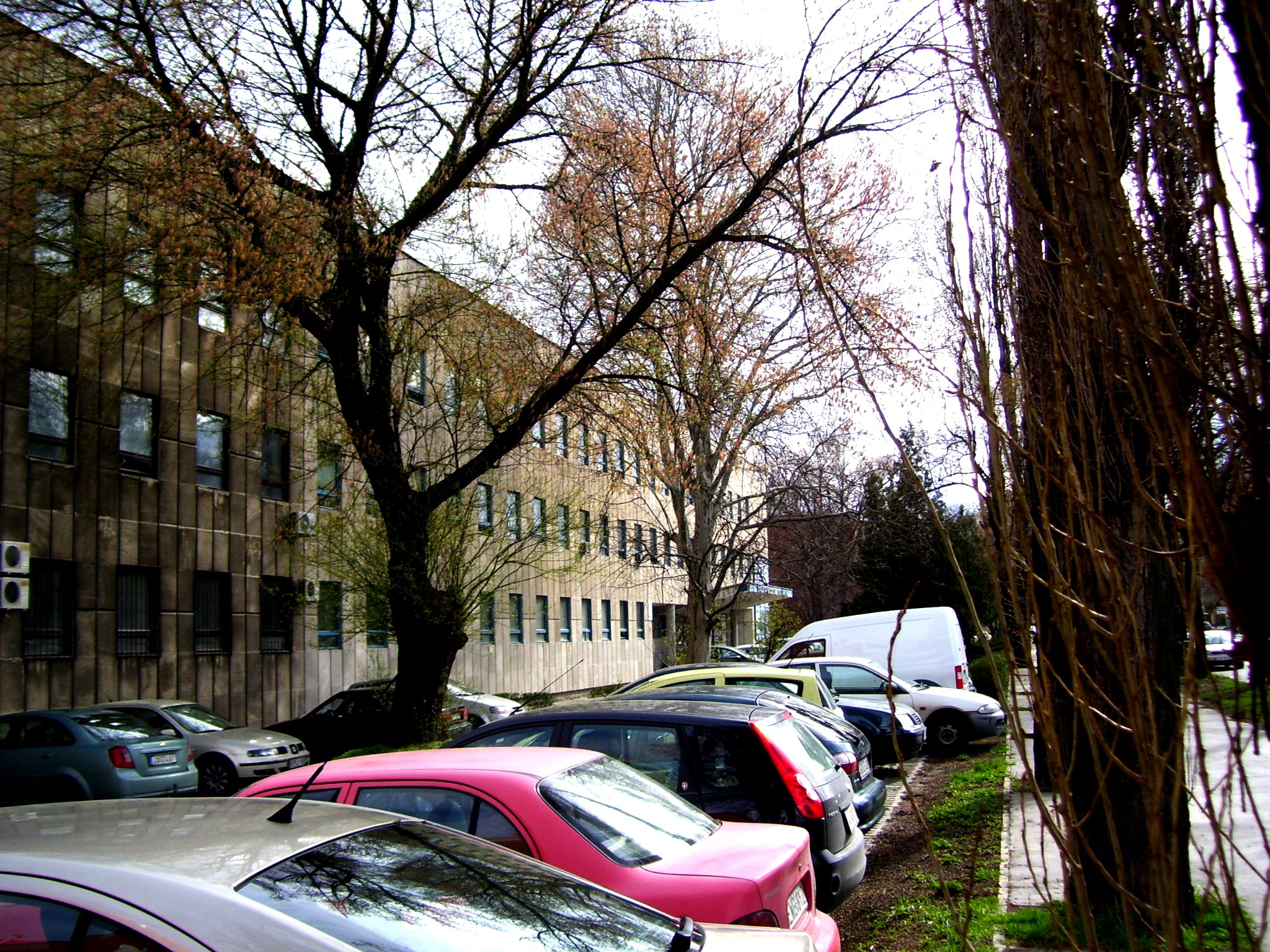
Vas- és Fémipari Kutató Intézet, 1949–50
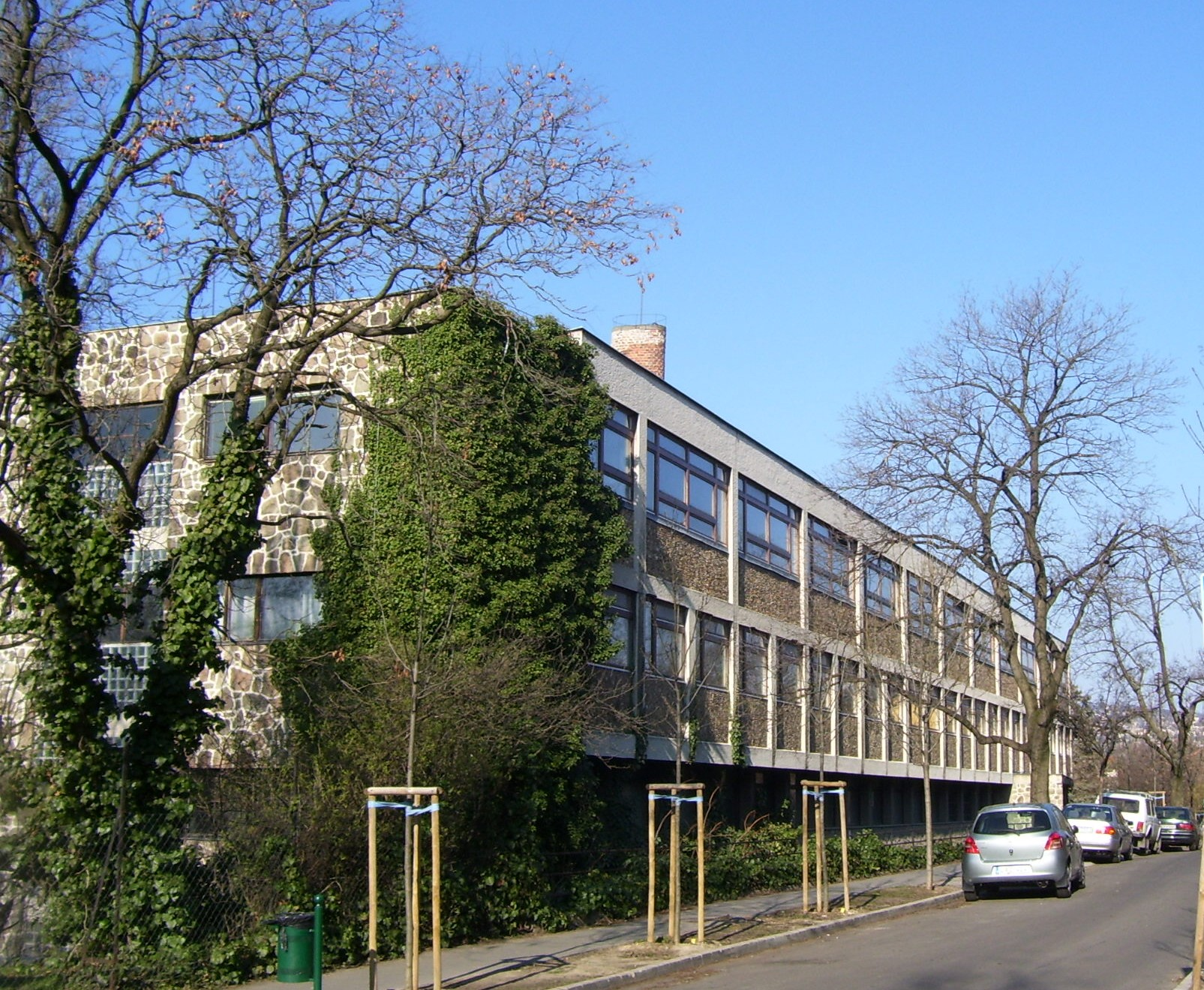
Kertészeti és Élelmiszeripari Egyetem 1949–50
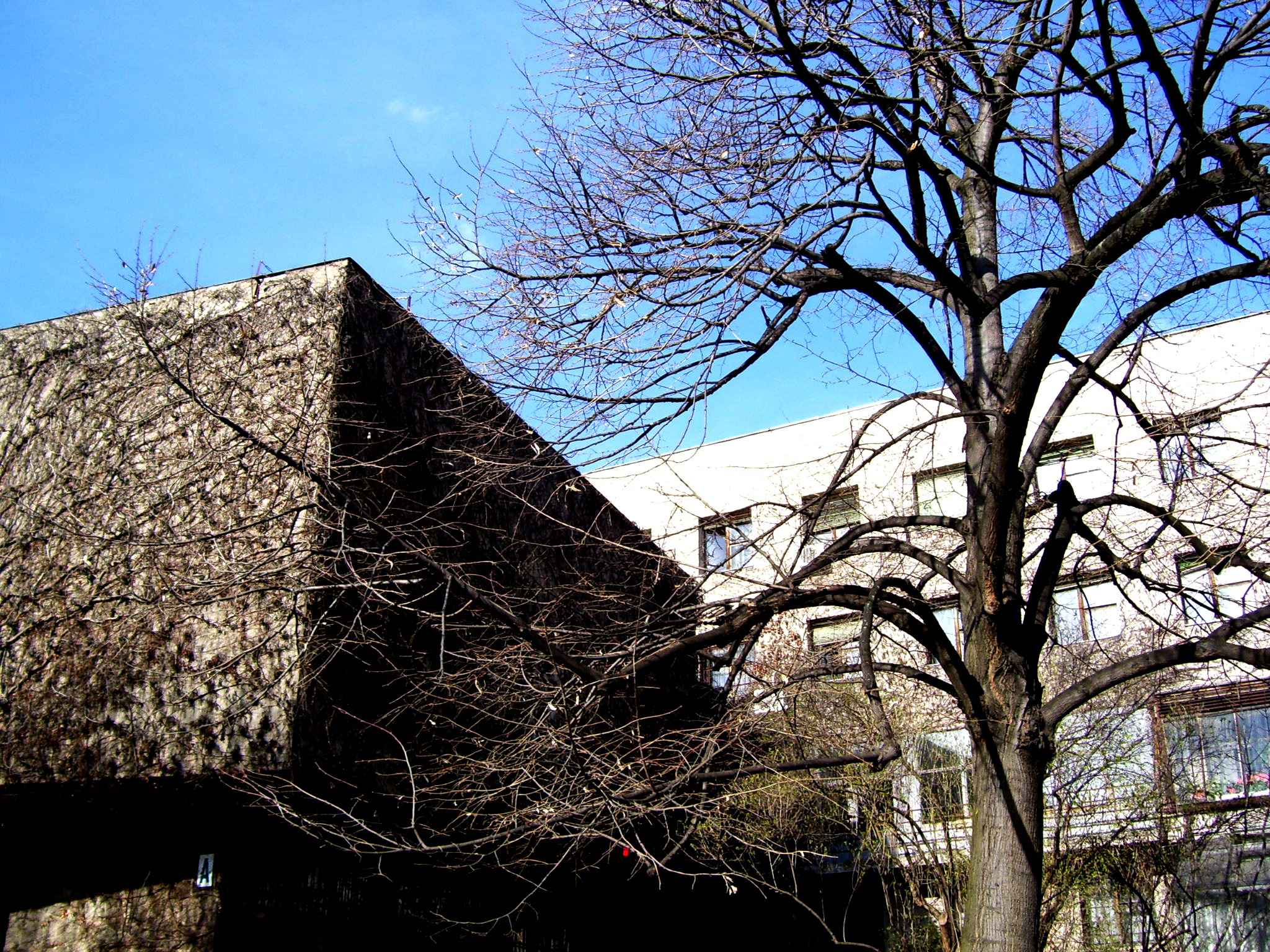
Kertészeti és Élelmiszeripari Egyetem 1949–50
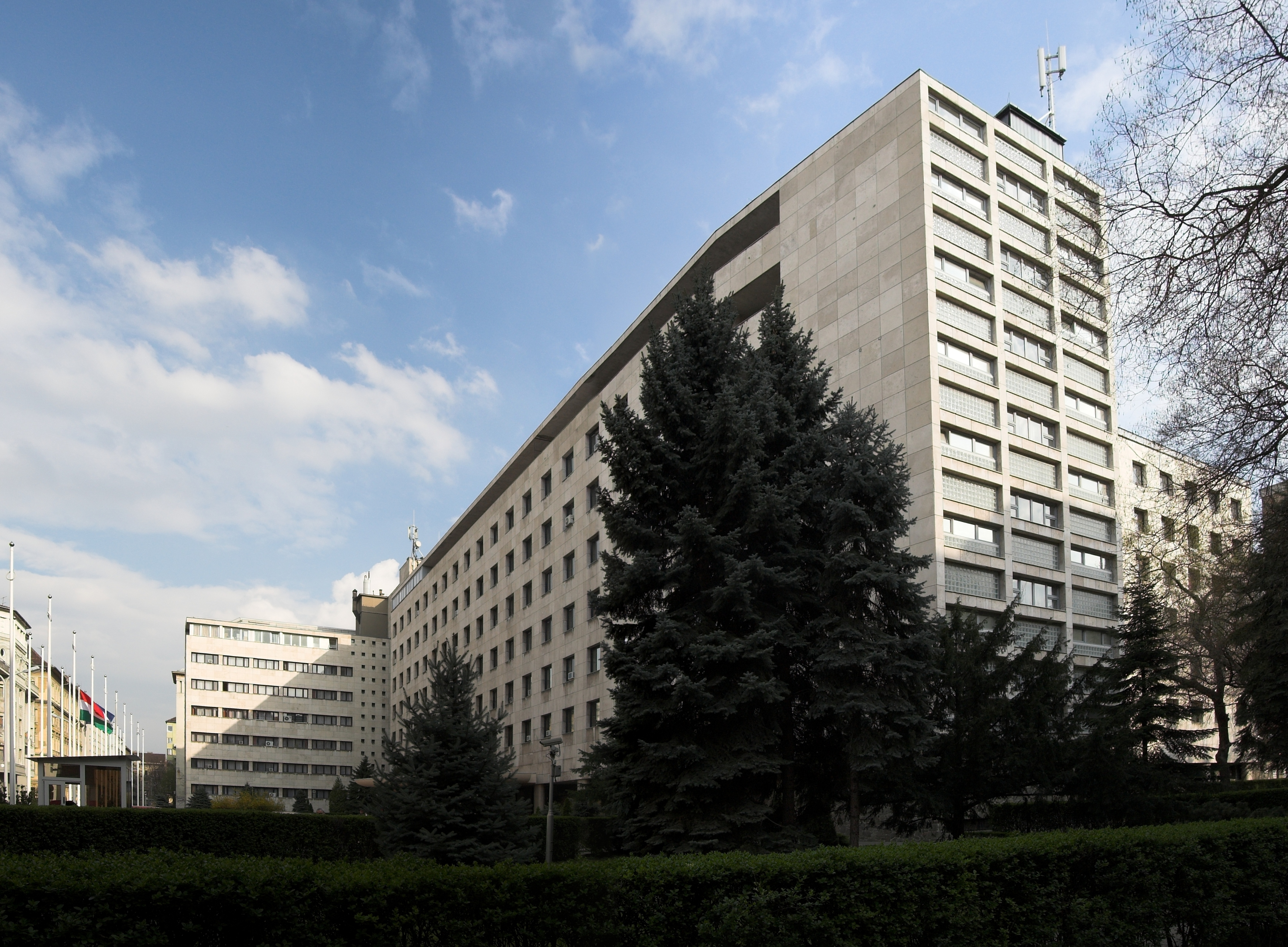
Honvédelmi Minisztérium 1949-50

## Emlékezete
Lauber László építészi kvalitását a magyar modern – XX. századi – építészetben betöltött szerepét csak szűk szakmai körben ismerik. Ezt is elsősorban az idős generáció és a művészettörténészek. Az utókor még arra sem méltatta a háború után, hogy az első "Ybl–díjasok" között szerepeltesse.
A Nyiri család Nyiri István hagyatékát – mely nagyrészt Lauber László két világháború közötti munkásságát is bemutatja – a Magyar Építészeti Múzeumnak adományozta.
- A FÉL(T)MÚLT ÉPÍTÉSZETE (ÖRÖKSÉG GALÉRIA. Budapest. I. Táncsics Mihály u. 1. 2006. szeptember 15. – december 1. Építészet és tervezés Magyarországon 1945-1959).
- Lauber László (1902-1953) és Nyíri István (1902-1955) emlékkiállítása. HAP Galéria 2008. október 21.
- Posztumusz Ybl Miklós-díj 2010

## További információk

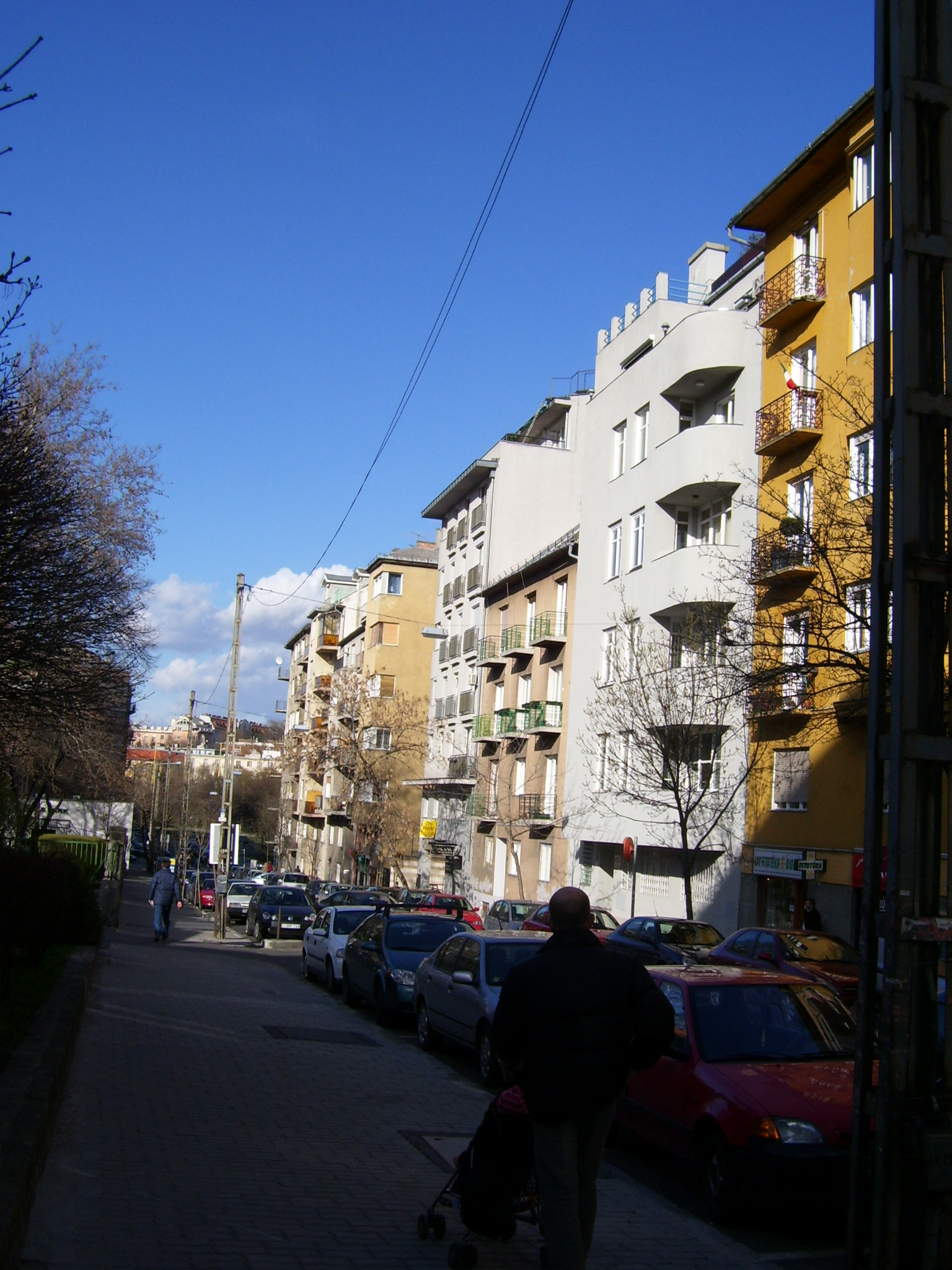
Budapest XII. Kékgolyó utca 10. lakóház 2008-ban